# Air Sint Marteen
Air Sint Marteen “AirSXM” est une compagnie aérienne virtuelle faisant appel à des partenariats avec d'autres compagnies, elle n'est qu'un agent commercial, sur le marché des Antilles et Caraïbes.

## Partenariats
- Air Antilles Express
- Air Caraïbes
- Air France
- American Airlines
- American Eagle
- Anguilla Air Services
- Arkefly
- Dutch Antilles Express
- Insel Air
- KLM - Royal Dutch Airlines
- Liat - Star of the Caribbean (LI)
- Linear Air
- Martinair
- M&N Aviation
- St. Barth Commuter (SBC - PV)
- Tiara Air
- Trans Anguilla Airways
- Winair
- Windward Express Airways